# قائمة شواطئ العالم
هذه هي قائمة لأهم شواطئ العالم، مصنفة حسب البلد وحسب القارات الخمس:

## آسيا

### البحرين
- ساحل سترة بالقرب من سترة لاغون.[1]
- ساحل بابكو.[2]
- ساحل ألبا.[3]
- ساحل كرباباد.[4]
- ساحل السنابس.[5]
- بلاج الجزائر، الزلاق.[6]
- ساحل جزر حوار.
- ساحل البديع.[7]
- ساحل أبو صبح.[8]
- ساحل البسيتين.[9]
- ساحل الحوض الجاف، الحد.[10]

### التايلاند
- شاطئ باتونغ
- شاطئ باتايا

### عُمان

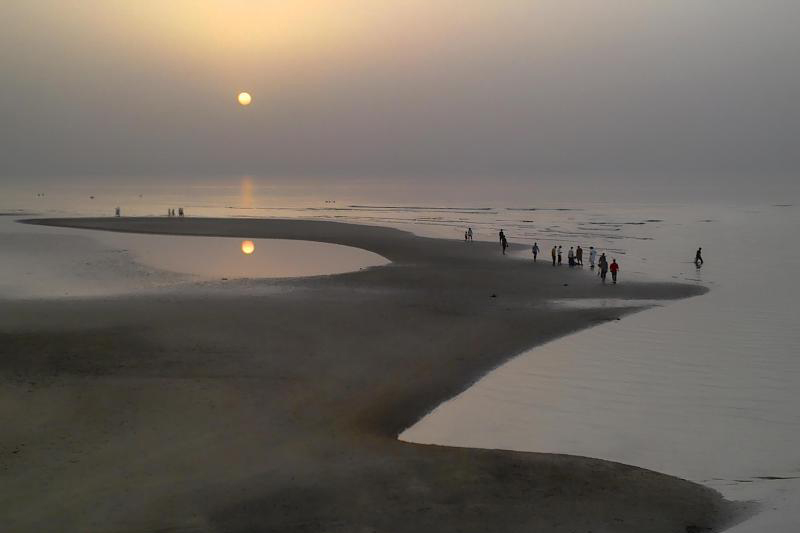
شاطئ القرم (مسقط).

- شاطئ القرم: من أجمل شواطئ سلطنة عمان يمتز الشاطئ بتنوع المناظر الطبيعية، وبوجود نوعين من الشواطئ شاطي جبلي وشاطي رملي وكذالك يوجد خور القرم وهوا عبارة عن محميه طبيعية.
- شاطئ بر الحكمان
- شاطئ بندر خيران

## إفريقيا

### الجزائر

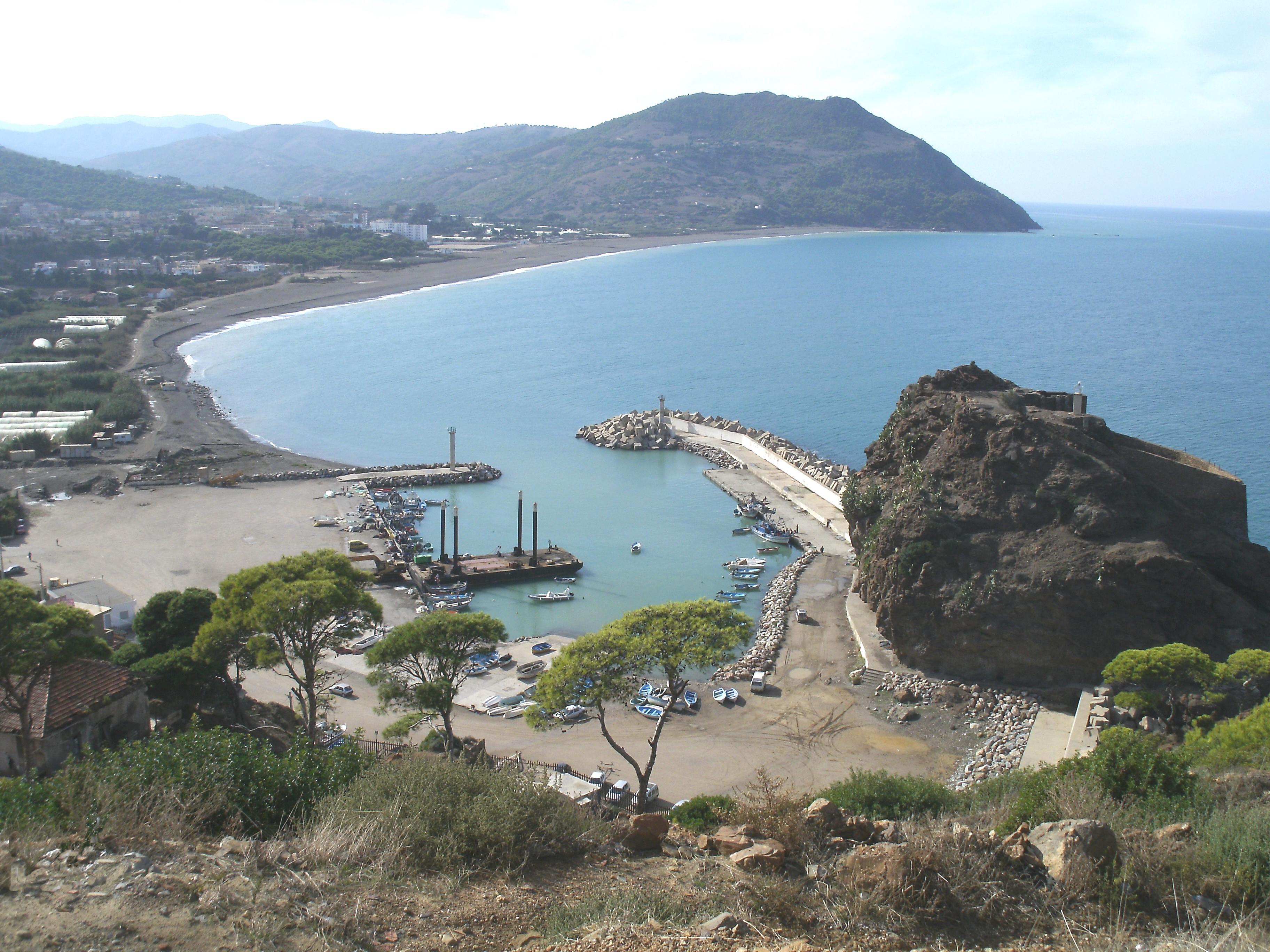
صورة لشاطيء بني حواء بالجزائر

تتوفر الجزائر على 1,600 كيلومترا من الشواطئ الواقعة كلها على البحر الأبيض المتوسط. وهو ما يجعل منه وجهة مفضلة من وجهات هواة السياحة، جزائريين وأجانب، خلال فصل الصيف بصفة خاصة.
فالبحر الأبيض المتوسط يقترح على الزوار شواطئا هادئة ومتنوعة المناظر الطبيعية.
- شاطئ الصابلات
- شاطئ الصخيرات
- شاطئ شنوة.
- شاطئ مداغ

### المغرب

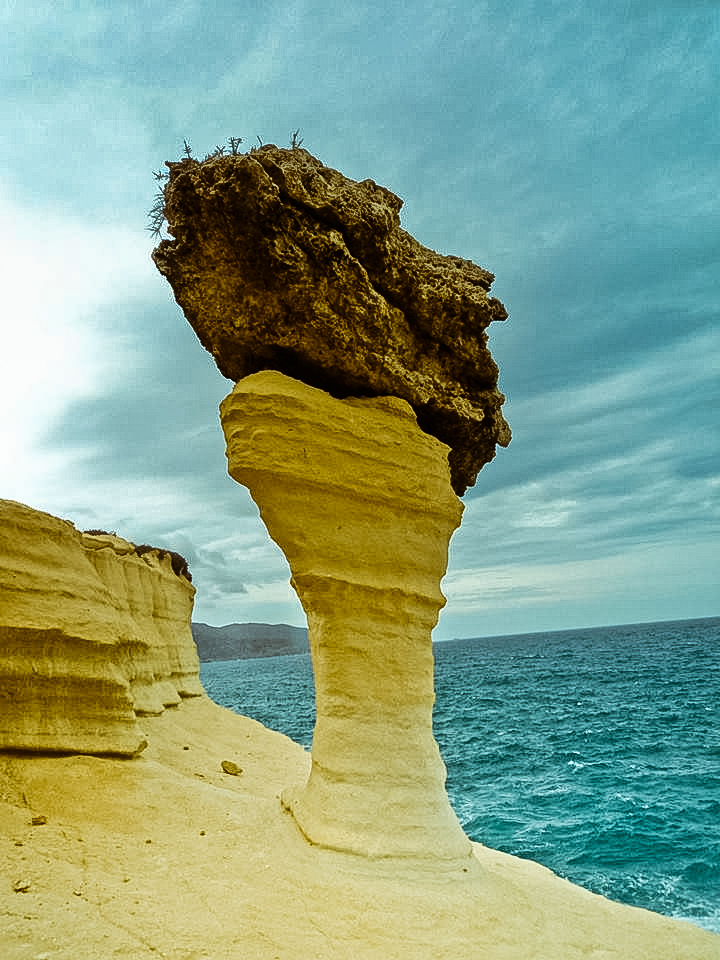
صورة من الضفة الجنوبية للبحر الأبيض المتوسط على الساحل المغربي

يتوفر المغرب على 3500 كيلومتر من الشواطئ، ثلثها على البحر الأبيض المتوسط، والبقية على المحيط الأطلسي. وهو ما يجعل منه وجهة مفضلة من وجهات هواة السياحة، مغاربة وأجانب.وقد كانت الشواطئ دوما مقصدا مفضلا لدى المغاربى والسياح خلال فصل الصيف بصفة خاصة.
فالبحر الأبيض المتوسط والمحيط الأطلسي يقترحان على الزوار، شواطئ هادئة ومتنوعة المناظر الطبيعية.

## معرض صور

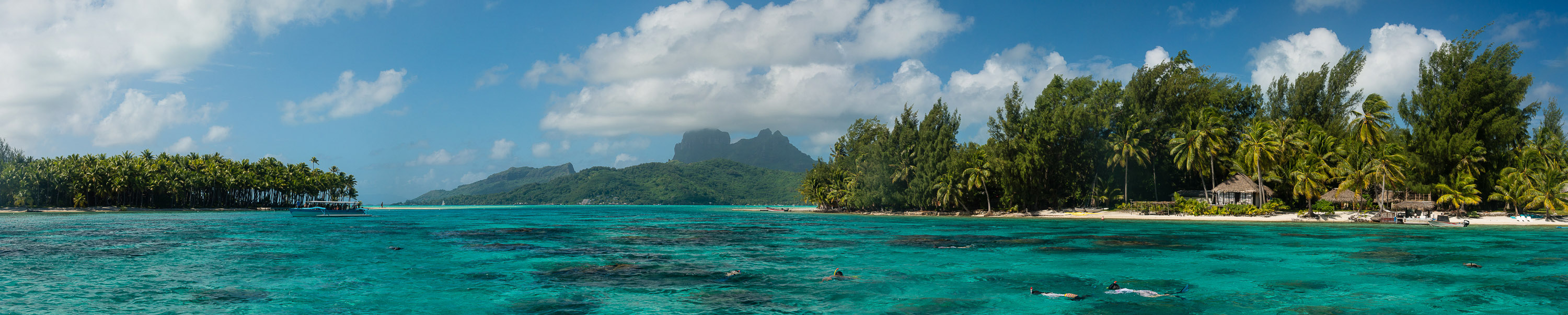
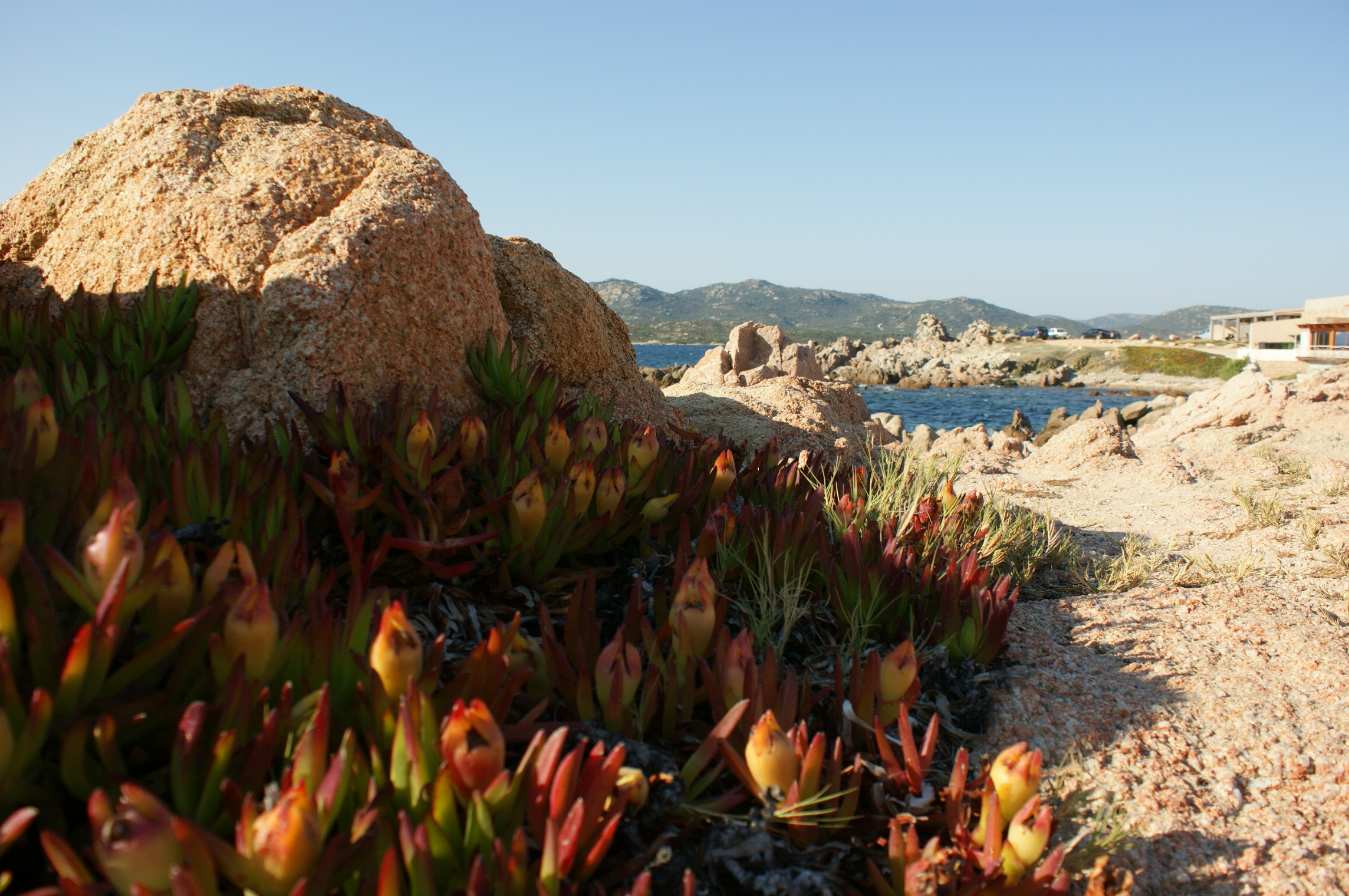
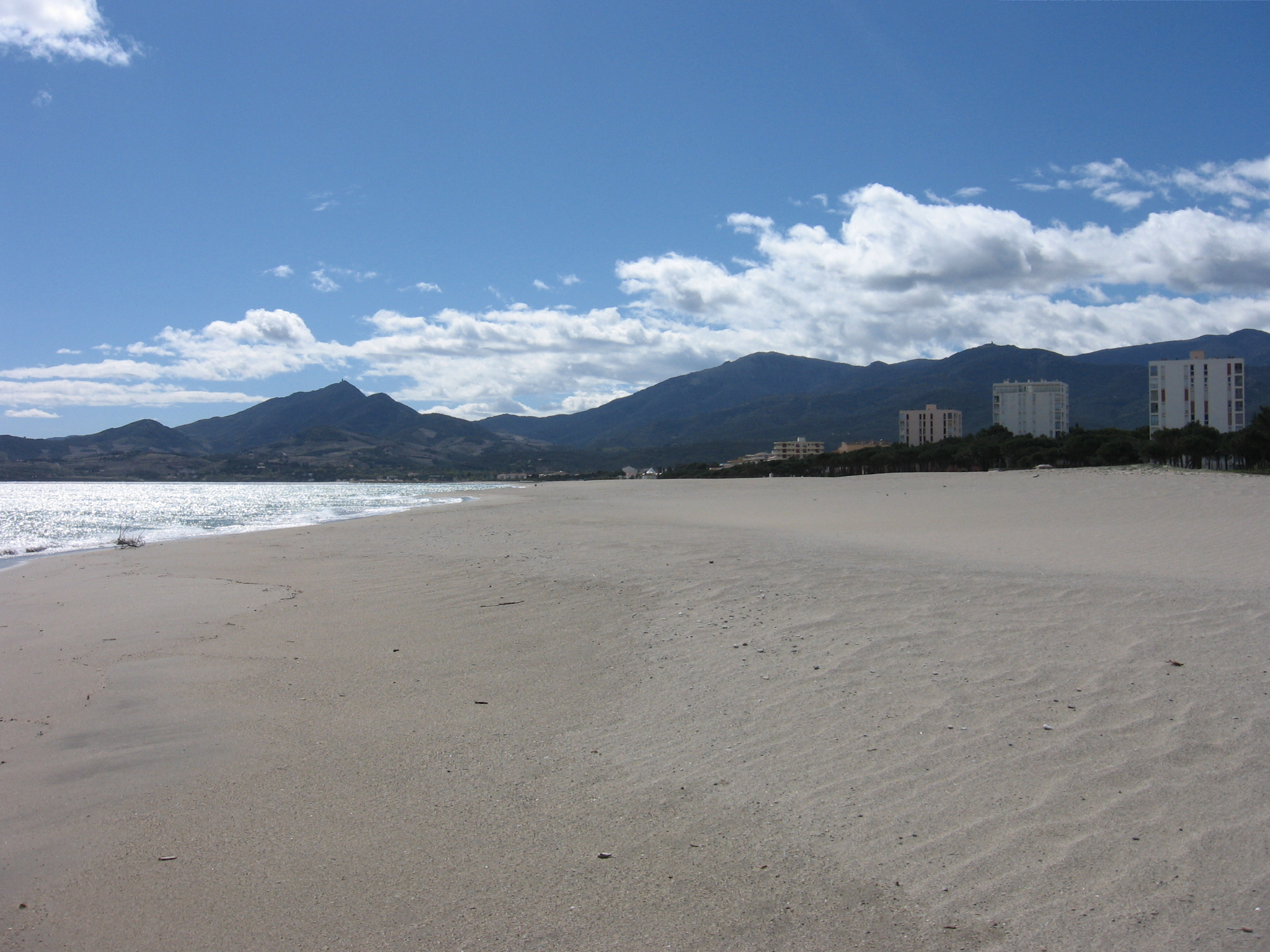

#### شواطئ البحر الأبيض المتوسط
- شاطئ السعيدية
- شاطئ الحسيمة في كيمادو
- شاطئ كلايريس (بني بوفراح)
- شاطئ بادس (اسنادة )
- شاطئ الناظور في قرية أركمان
- شاطئ المضيق

#### شواطئ الساحل الأطلسي
- شاطئ أكادير
- شاطئ الصويرة

## الأمريكيتين

### شواطئ الولايات المتحدة

#### شواطئ كاليفورنيا
- شاطئ الزجاج (فورت براغ)
- شاطئ كرة البولينج

#### شواطئ فلوريدا
- أتلانتيك بيتش (فلوريدا)
- أوركيد (فلوريدا)
- أورموند بيتش (فلوريدا)
- إسلامورادا (فلوريدا)
- إنديان رفر شورز (فلوريدا)
- إنديان روكس بيتش (فلوريدا)
- إنديان شورز (فلوريدا)
- بالم بيتش (فلوريدا)
- بالم بيتش شورز (فلوريدا)
- برانفورد (فلوريدا)
- بليير بيتش (فلوريدا)
- بليير شور (فلوريدا)
- بنما سيتي بيتش (فلوريدا)
- بوكا راتون (فلوريدا)
- بومبانو سيتي (فلوريدا)
- بونس إنليت (فلوريدا)
- بونيتا سبرنغز (فلوريدا)
- بوينتون (فلوريدا)
- بيفرلي بيتش (فلوريدا)